# Luciano Guerra
Luciano Gomes Paulo Guerra (Calvaria de Cima, Porto de Mós, 31 de agosto de 1932), é um professor e padre católico português. Foi reitor do Santuário de Fátima, em Portugal, e foi Capelão de Sua Santidade nomeado pelo Papa João Paulo II.

## Biografia
Filho de Joaquim Paulo Guerra e Maria do Rosário Gomes Louro, nasceu em Calvaria de Cima, Porto de Mós, a 31 de agosto de 1932, e iniciou a sua formação religiosa no Seminário Diocesano de Leiria, fazendo uma temporada de estágio no Santuário de Fátima. Na conclusão do curso foi estudar na Pontifícia Universidade Gregoriana de Roma, onde graduou-se em Filosofia. Foi ordenado na Sé de Leiria em 21 de Setembro de 1957. Em 1959 graduou-se em Teologia na Universidade de Salamanca. Logo após foi indicado capelão do Santuário de Fátima, ali permanecendo por dois anos, ao mesmo tempo dirigindo a Pia União dos Servitas de Fátima. Entre 1961 e 1964 foi diretor da Escola Preparatória Dr. Afonso Lopes Vieira na Marinha Grande, fazendo posteriormente aperfeiçoamento em Filosofia no Instituto Católico de Paris, regressando à Escola Preparatória em 1968.
Em 1973 foi nomeado reitor do Santuário de Fátima, na Cova da Iria, cargo que ocupou até 2008, notabilizando-se por uma gestão de grandes obras e uma completa reestruturação administrativa. Entre as principais realizações deste período estão a construção do Centro Pastoral Paulo VI, da Basílica da Santíssima Trindade, do alpendre que protege a Capelinha das Aparições e do monumento que incorpora um fragmento do Muro de Berlim. Também promoveu a ornamentação de espaços e edifícios com muitas obras de arte contemporânea e dotou a instituição de novos estatutos, que oficializaram a grande reestruturação organizacional que ele promoveu e definiram as relações do santuário com as instâncias eclesiásticas superiores. Em 1983 foi nomeado Capelão de Sua Santidade pelo Papa João Paulo II e em 1988 nomeado cónego da Sé de Leiria. Em 2002 foi designado membro do Conselho Presbiteral da Diocese de Leiria-Fátima. Foi ainda conferencista em congressos e encontros, professor da Escola de Formação Teológica de Leigos, presidente do Serviço de Ambiente e Construções do Santuário de Fátima e diretor do jornal Voz da Fátima e do boletim internacional Fátima Luz e Paz. Depois de deixar a reitoria, assumiu a função de capelão do Mosteiro da Visitação na Faniqueira (Batalha).
Foi louvado pelo cardeal Tarcisio Bertone, então Secretário de Estado do Vaticano, como um incansável e benemérito promotor e defensor do santuário, e em 22 de setembro 2008 a Junta de Freguesia de Fátima outorgou-lhe a Medalha de Ouro da Cidade de Fátima pelo importante legado deixado ao santuário, à cidade e à comunidade católica. Na ocasião o presidente da Junta, Natálio Reis, louvou-o como "grande líder", a quem "o Santuário de Fátima fica a dever-lhe muito mas a Freguesia também". Hoje mantém os títulos de Monsenhor e Reitor Emérito do Santuário de Fátima.
Em 22 de dezembro de 2022, o Monsenhor Luciano Guerra fez um alerta público para a necessidade de "um enorme esforço de purificação do Santuário de Fátima, no sentido de o fazer voltar-se para o público de peregrinos". Em entrevista a um meio de comunicação social, o antigo reitor disse que se criou "uma espécie de castelo intelectual" na instituição, que relegou a massa de peregrinos para "plano secundário". Na entrevista, em que assumiu um tom muito crítico para com a atual gestão do maior templo mariano do país, Luciano Guerra reforçou que "prevalece a intelectualidade e a arte. Em plano secundário fica a grande massa de peregrinos, gente simples pobre e humilde, a gente que, na realidade, Nossa Senhora convida para vir a Fátima". Afirmou, ainda, que: "No atual programa do Santuário, o fito primário mais explícito são os intelectuais" e "a dedicação total à intelectualidade não deixa espaço para a dedicação aos pobres". Salvaguardando o direito a opiniões contrárias, questionou, assim, se o atual modelo de gestão do Santuário não colide, de certa forma, com a essência da Mensagem de Fátima e com o apelo expresso pelo Papa Francisco num dos últimos consistórios públicos para criação de novos cardeais: "Jesus não os chamou para se tornarem ‘príncipes’ na Igreja, mas para servir como Ele e com Ele".